# Cyril Raymond
Cyril Raymond, né le 5 mai 1993 à Saint-Raphaël, est un pilote automobile français de rallycross. Il est notamment double champion du monde en catégorie RX2 en 2016 et 2017. Il est également moniteur diplômé et adjoint directeur au Karting Circuit Paul Ricard.

## Biographie
Cyril Raymond naît à Saint-Raphaël en 1993 et commence le karting en 2004. Son père, Serge Raymond, est un ancien pilote de rallyes sur terre (sur Citroën Visa 1000 Pistes et Citroën Saxo T4). En 2011, il arrive en monoplace dans le Championnat de France F4, et réalise notamment un coup du chapeau (victoire, meilleur tour, pole position) lors de la première course à Lédenon, alors qu'il est encore lycéen au sport-étude du Mans. Il termine finalement sixième du championnat derrière des pilotes comme Pierre Gasly, et roule ensuite en 2012 dans les challenges d'Endurance et de Monoplace du championnat VdeV, où il décroche plusieurs podiums.
En 2013, Cyril Raymond décide de réorienter sa carrière vers le rallycross, en s'engageant dans le championnat de France Junior et en Coupe Twingo R1, coupe tout juste créée pour les jeunes pilotes n'étant pas à un coût trop élevé. Dès sa première saison en rallycross, il remporte ces deux championnats, et rejoint la catégorie Super1600 pour la saison 2014. En terminant à sept reprises sur le podium en neuf courses, il est sacré champion de France en catégorie Super1600. À la fin de saison, il déclare viser le rallycross international, et la catégorie-reine, les Supercar, en tentant, en vain, de monter un programme pour participer à quelques courses du championnat d'Europe de rallycross. Il prend part à des essais collectifs en RX Lites, deuxième catégorie du championnat du monde de rallycross FIA à Istanbul, et signe le meilleur temps ; toutefois, il ne parvient pas à réunir le budget pour s'aligner sur une saison complète. Finalement, sans volant de titulaire pour l'année, il fait ses débuts en Supercar à l'occasion d'une pige en championnat de France à Châteauroux, et s'impose au volant d'une Peugeot 208, devenant le plus jeune vainqueur de l'histoire du championnat,. Il reprend le volant de la 208 sur le Circuit de l'Ouest Parisien à Dreux, où il domine une nouvelle fois largement ses rivaux pour remporter une deuxième victoire pour sa deuxième course.

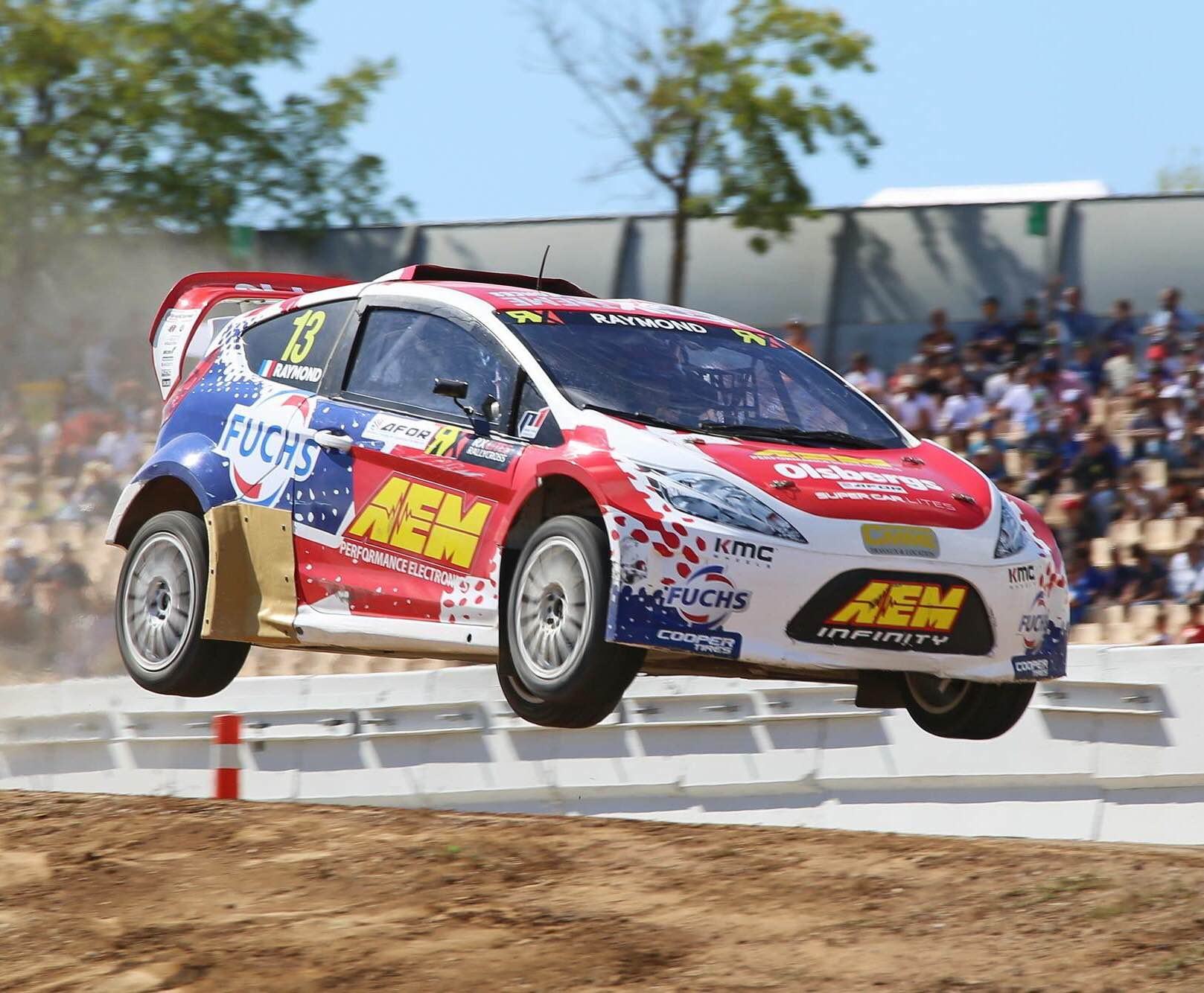
Cyril Raymond et sa Ford Fiesta en championnat du monde 2016 en RX Lites.

Dans la deuxième moitié de saison 2015, pour Olsbergs MSE, il prend part au World RX du Canada, engagé en RX Lites, épreuve hors-championnat pour le championnat du monde et fait ses débuts internationaux, dont il termine deuxième. Il participe également au World RX d'Espagne, remporte une manche qualificative, sa demi-finale, et termine à nouveau deuxième de la finale. En 2016, il signe avec l'équipe suédoise Olsbergs MSE pour participer au championnat du monde, dans l'antichambre, en RX Lites. Lors de la troisième manche à Lydden Hill, il remporte sa première victoire en RX Lites et prend la tête du classement général. Après une deuxième victoire en Espagne, il décroche le titre mondial lors de la dernière manche en Lettonie,. Il peut participer à son premier rallycross mondial dans la catégorie principale, en Supercar, lors du World RX d'Allemagne, au volant d'une Ford Fiesta d'Olsbergs MSE ; il termine 17e de l'épreuve et n’accède pas aux demi-finales.
En 2017, l'équipe Olsbergs MSE reconduit Cyril au volant d'une Supercar Lites avec le soutien de Red Bull. Deux nouveaux challenges alors attendent le pilotes varois : RX2 Internationale Series et le Red Bull Global Rallycross aux Etats-Unis. Après un rythme de course d'enfer, il devient le premier pilote de Rallycross à remporter les deux championnats Supercar Lites. Il décroche 6 victoires sur les 7 possibles en RX2 et devient également le premier Français à remporter un championnat de Rallycross aux Etats-Unis. Ses résultats lui valent un volant d'Or en fin d'année décerné lors de la remise des trophées des Champions de la Fédération Française du Sport Automobile.
Après deux années dans la catégorie Supercar Lites, le pilote varois se voit promu dans la catégorie reine du championnat d'Europe Rallycross FIA au volant d'une Peugeot 208 ex-usine de 600ch d'une équipe privée, soutenue par Peugeot Sport et Red Bull. Néanmoins, son transfert est retardé et il commence la saison lors de la deuxième épreuve, puis remporte la manche française sur le circuit de Lohéac en Bretagne devant plus de 70 000 spectateurs et termine le championnat à la 3e place. 
Malgré le retrait des constructeurs en Championnat du Monde de Rallycross fin 2018 et notamment Peugeot, Cyril Raymond rejoint le WorldRX au sein du Guerlain Chicherit et sa nouvelle structure, le GCK Academy. Le pilote français se voit confier une Renault Clio R.S RX Supercar avec comme équipier le pilote belge Guillaume De Ridder. Son meilleur résultat est une 5e place lors de la deuxième épreuve en Catalogne.

## Résultats en compétition automobile
| Saison | Championnat                | Écurie               | Classement                |
| ------ | -------------------------- | -------------------- | ------------------------- |
| 2011   | Championnat de France F4   | Auto Sport Academy   | 6e (1victoire, 3 podiums) |
| 2012   | Championnat VdeV Monoplace | Cyril Raymond Racing | (2 podiums)               |
| 2012   | Championnat VdeV Endurance | Cyril Raymond Racing | (1 podium)                |

| Saison | Championnat                                     | Écurie              | Classement                                   |
| ------ | ----------------------------------------------- | ------------------- | -------------------------------------------- |
| 2013   | Championnat de France de rallycross Junior      | Deslandes Sport     | Champion (4 victoires)                       |
| 2013   | Coupe Twingo R1                                 | Deslandes Sport     | Champion                                     |
| 2014   | Championnat de France de rallycross Super 1600  | Olymeca Sport       | Champion (2 victoires)                       |
| 2015   | Championnat de France de rallycross Supercar    | Pailler Compétition | 2 victoires en 2 courses                     |
| 2015   | RX Lites International Series                   | Olsbergs MSE        | 2 x 2ème en 2 courses                        |
| 2016   | RX Lites International Series                   | Olsbergs MSE        | Champion (2 victoires)                       |
| 2017   | RX2 International Series                        | Olsbergs MSE        | Champion (6 victoires)                       |
| 2017   | Red Bull Global Rallycross Lites                | Olsbergs MSE        | Champion (6 victoires)                       |
| 2018   | Championnat d'Europe de Rallycross Supercar FIA | Peugeot Sport       | 3ème (4 courses sur 5) 1 victoire, 3 podiums |
| 2019   | Championnat du Monde de Rallycross FIA          | GCK Academy         | 13ème (meilleur résultat : 5ème)             |